# Mikihito Arai
Mikihito Arai (japanisch 新井 幹人 Arai Mikihito; * 14. Juni 1994 in der Präfektur Saitama) ist ein japanischer Fußballspieler.

## Karriere
Arai erlernte das Fußballspielen in der Schulmannschaft der Aomori Yamada High School und der Universitätsmannschaft der Hannan-Universität. Seinen ersten Vertrag unterschrieb er 2017 bei FC Ryūkyū. Der Verein spielte in der dritthöchsten Liga des Landes, der J3 League. Für den Verein absolvierte er drei Ligaspiele. 2019 wechselte er zu Tokyo United FC.

## Erfolge
FC Ryūkyū
- J3 League: 2018